# واحد ۱۸۰
واحد ۱۸۰ (180부대) یک بخش جنگ سایبری کره شمالی است که بخشی از اداره کل شناسایی است. 
کیم هیونگ کوانگ، استاد سابق علوم کامپیوتر در کره شمالی، اظهار داشت که واحد ۱۸۰ به احتمال زیاد در عملیات‌های غیرقانونی برای به دست آوردن پول نقد برای رژیم، مانند حمله به بانک بنگلادش و حمله باج‌افزار واناکرای، دست دارد. 